# Far West (film, 1928)
Pour plus de détails, voir Fiche technique et Distribution.
Far West (Thunder Riders) est un film américain réalisé par William Wyler, sorti en 1928.

## Synopsis
Betty est une jeune femme qui a quitté la côte Est à la mort de son père car ce dernier lui a laissé en héritage un ranch mais son voyage va être perturbé par une attaque indienne...

## Fiche technique
- Titre : Far West
- Titre original : Thunder Riders
- Réalisation : William Wyler
- Scénario : Basil Dickey, Carl Krusada et Gardner Bradford
- Montage : Harry Marker
- Société de production : Universal Pictures
- Pays d'origine : États-Unis
- Format : Noir et blanc - 1,33:1 - Film muet
- Genre : western
- Date de sortie : 1928

## Distribution
- Ted Wells : Jack Duncan
- Charlotte Stevens : Betty Barton
- William Steele : Lem Dawson
- William Dyer : Lon Seeright
- Leo White : Prof. Wilfred Winkle
- Julia Griffith : Cythia Straight
- Bob Burns : Sheriff
- Gilbert Holmes : Rider
- Richard L'Estrange : Rider